# Texara stackelbergi
Texara stackelbergi är en tvåvingeart som beskrevs av Krivosheina, Krivosheina och Nartshuk 1996. Texara stackelbergi ingår i släktet Texara och familjen barkflugor. Inga underarter finns listade i Catalogue of Life.